# Vanessa cardui
La vanessa del cardo (Vanessa cardui (Linnaeus, 1758)) è un lepidottero appartenente alla famiglia Ninfalidi.

## Descrizione

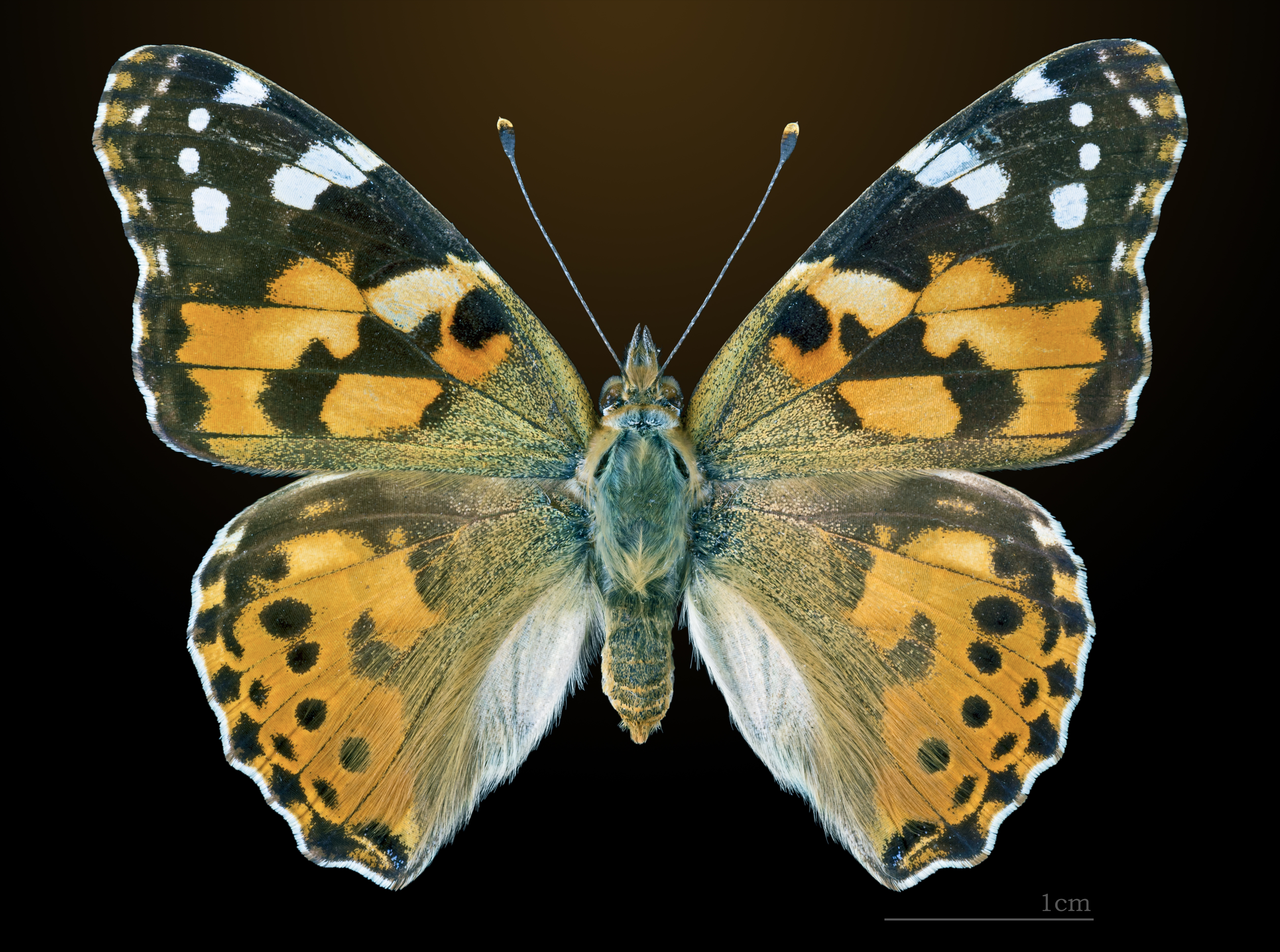
Vanessa cardui
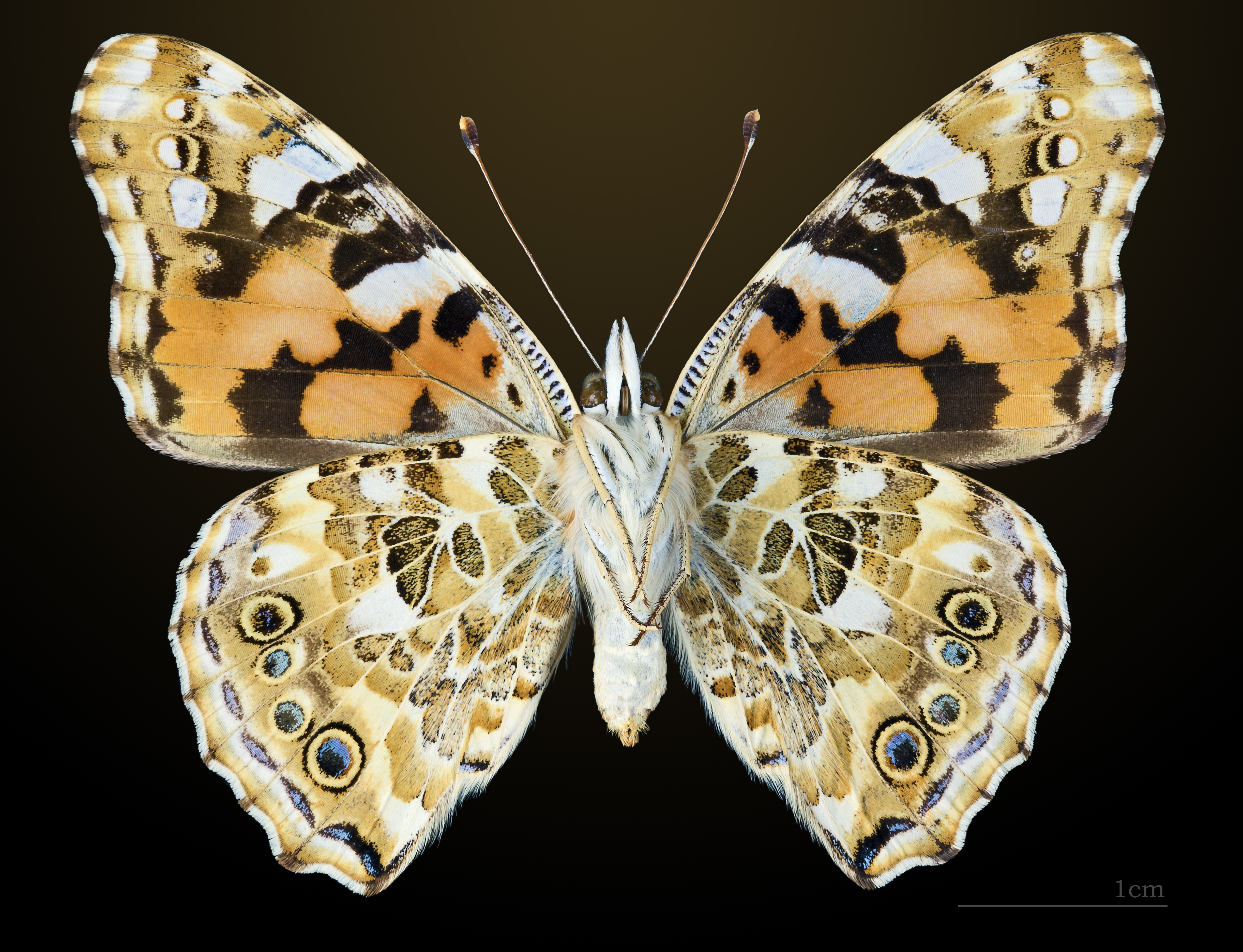
△  Vanessa cardui
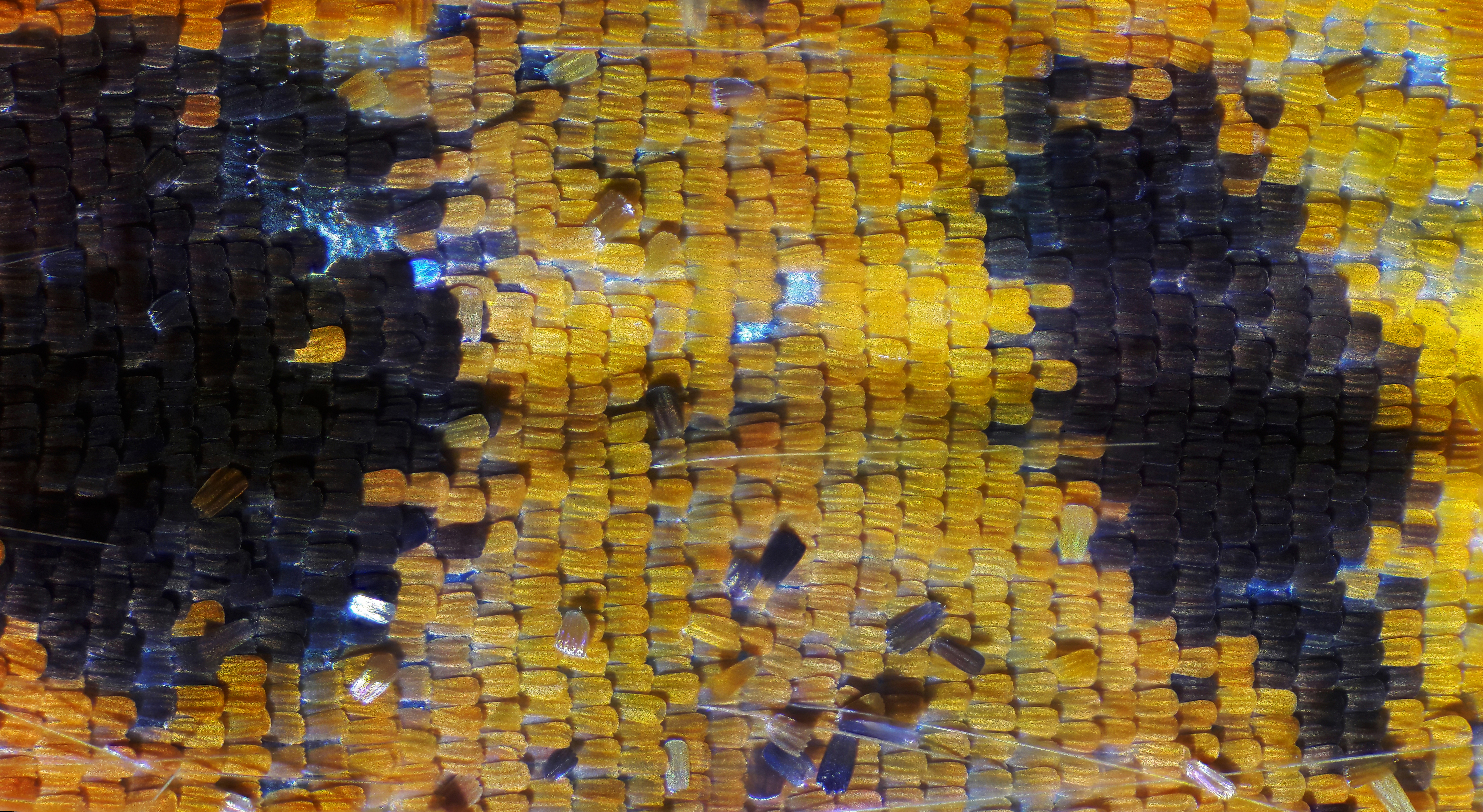
Scaglie sulle ali

## Biologia

Rotte migratorie della Vanessa cardui in Europa

### Migrazioni
Questa specie ha la capacità di migrare ed è solita passare gli inverni solo nella fascia tropicale e a volte nelle aree meridionali del Mediterraneo più calde (ad esempio in Sicilia), ma in primavera, e talvolta nuovamente in autunno, migra. Ad esempio la vediamo spostarsi dal Nord Africa e dal Mediterraneo all'Europa meridionale e centrale fino ad arrivare alla Gran Bretagna nei mesi di maggio e giugno.

### Ciclo vitale
L'uovo si schiude da 3 a 5 giorni dalla deposizione. Il bruco, di colore nero, impiega da 15 a 21 giorni per trasformarsi in una crisalide. È necessario un tempo analogo per passare dallo stadio di crisalide a quello finale di farfalla. A metamorfosi avvenuta non rimane in una stessa zona a lungo: nella sua vita vola per oltre 1.000 chilometri. La sua apertura alare è di circa 5 cm.

### Alimentazione
Il bruco si può nutrire di una vasta gamma di piante della famiglia delle Asteraceae, prediligendo i generi Carduus (Carduus crispus) e Cirsium (Cirsium arvense), ma a volte è ospitato anche da Boraginaceae, Malvaceae come la Malva neglecta, e poche Fabaceae.

Gli adulti prendono il nettare da molti fiori di campo (tra le preferite il Carduus) e da alcune specie di piante da giardino come girasole.

## Distribuzione e habitat

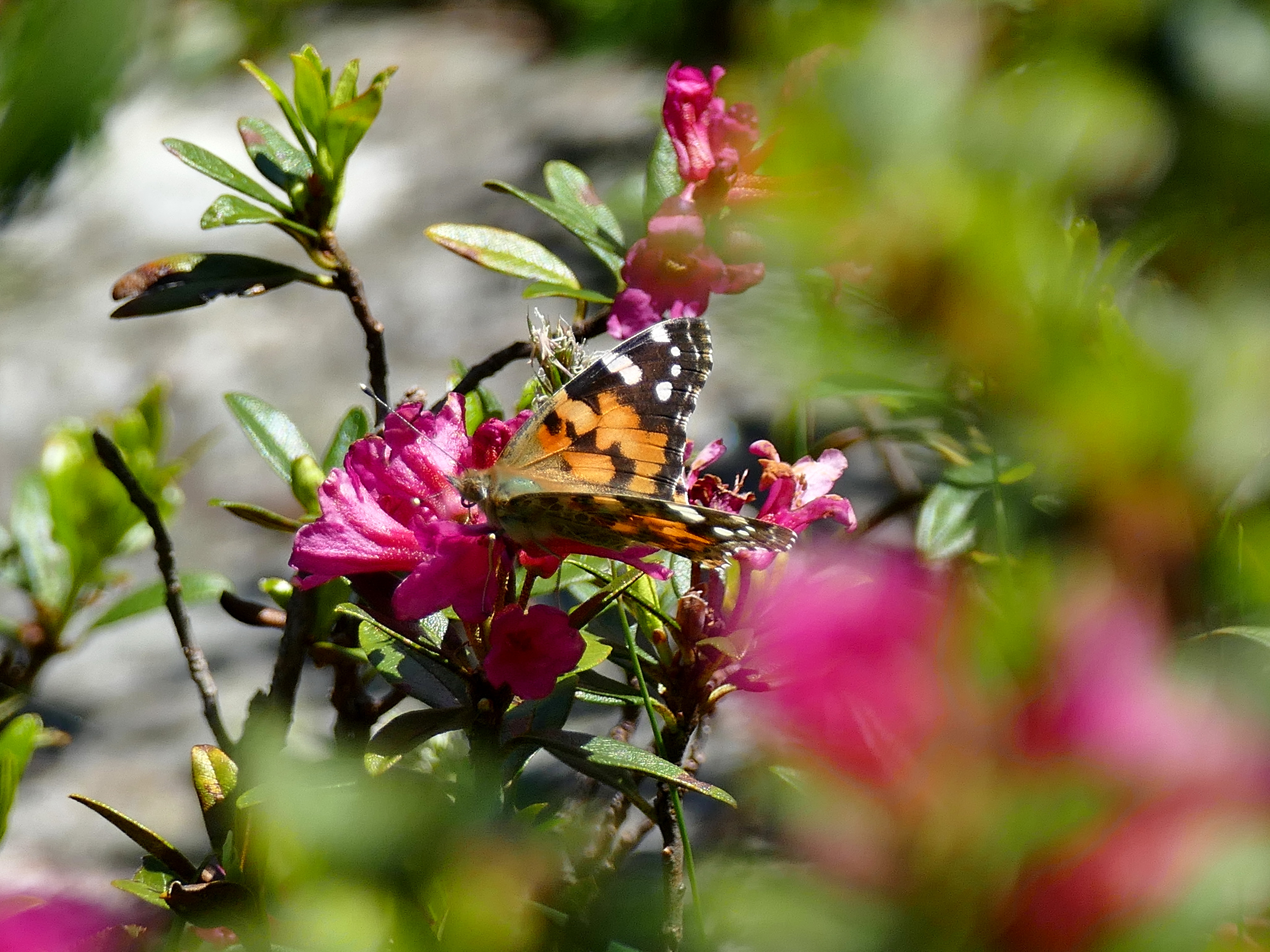
Una vanessa del cardo nel Parco naturale Gruppo di Tessa (Provincia di Bolzano).

È diffusa in tutti i continenti con l'eccezione dell'Antartide. In Australia invece ha una diffusione limitata a poche aree della zona occidentale, tuttavia un'altra specie, talvolta considerata una sottospecie, è diffusa in buona parte del territorio.